# Colopea tuberculata
Colopea tuberculata är en spindelart som beskrevs av Norman I. Platnick och Mohammad U. Shadab 1974. Colopea tuberculata ingår i släktet Colopea och familjen Stenochilidae.
Artens utbredningsområde är Fiji. Inga underarter finns listade i Catalogue of Life.